# Campeonato Mundial de Balonmano Femenino de 2021
El XXV Campeonato Mundial de Balonmano Femenino se celebró en España entre el 1 y el 19 de diciembre de 2021 bajo la organización de la Federación Internacional de Balonmano (IHF) y la Real Federación Española de Balonmano.
Un total de treinta y dos selecciones nacionales de cuatro confederaciones continentales compitieron por el título mundial, cuyo anterior portador era el equipo de los Países Bajos, vencedor del Mundial de 2019.
El equipo de Noruega conquistó su cuarto título mundial al derrotar en la final a la selección de Francia con un marcador de 22-29. En el partido por el tercer lugar el conjunto de Dinamarca venció al de España.

## Clasificación
| Competición                               | Fecha                                        | Sede                    | Plazas | Equipos clasificados                                                                      |
| ----------------------------------------- | -------------------------------------------- | ----------------------- | ------ | ----------------------------------------------------------------------------------------- |
| País anfitrión                            | —                                            | —                       | 1      | España                                                                                    |
| Campeonato Mundial                        | 30 de noviembre – 15 de diciembre de 2019    | Japón                   | 1      | Países Bajos                                                                              |
| Campeonato Europeo                        | 3 – 20 de diciembre de 2020                  | Dinamarca               | 4      | Noruega Francia Croacia Dinamarca                                                         |
| Campeonato Africano                       | 8 – 18 de junio de 2021                      | Yaundé ( Camerún)       | 4      | Angola Camerún Túnez República del Congo                                                  |
| Campeonato Norteamericano y del Caribe    | 22 – 25 de agosto de 2021                    | Elgin ( Estados Unidos) | 1      | Puerto Rico                                                                               |
| Campeonato Asiático                       | 15 – 25 de septiembre de 2021                | Amán ( Jordania)        | 5      | Corea del Sur Japón Kazajistán Irán Uzbekistán                                            |
| Campeonato Sudamericano y Centroamericano | 5 – 9 de octubre de 2021                     | Asunción ( Paraguay)    | 3      | Brasil Argentina Paraguay                                                                 |
| Proceso europeo de clasificación          | 4 de diciembre de 2020 – 21 de abril de 2021 | —                       | 10     | Alemania Austria Eslovenia Hungría Montenegro República Checa Rumania Rusia Serbia Suecia |
| Invitación                                | —                                            | —                       | 3      | Eslovaquia Polonia China                                                                  |
| TOTAL                                     |                                              |                         | 32     | 32                                                                                        |

## Sedes
| Foto | Grupo                     | Ciudad     | Instalación                       | Capacidad |
| ---- | ------------------------- | ---------- | --------------------------------- | --------- |
|      | A, F, I, III y Fase final | Granollers | Palacio de Deportes de Granollers | 3900      |
|      | B y E                     | Liria      | Polideportivo Pla de l'Arc        |           |
|      | C, G y II                 | Castellón  | Pabellón Ciutat de Castelló       | 5263      |
|      | D, H y IV                 | Torrevieja | Palacio de Deportes de Torrevieja | 3300      |

## Árbitros
La IHF anunció una lista de 16 parejas de árbitros provenientes de todas las federaciones continentales afiliadas, a excepción de la de Oceanía.
| País                 | Árbitros                             |
| -------------------- | ------------------------------------ |
| Alemania             | Maike Merz Tanja Kuttler             |
| Argelia              | Yusef Beljiri Sid Ali Hamidi         |
| Argentina            | María Inés Paolantoni Mariana García |
| Bosnia y Herzegovina | Amar Konjičanin Dino Konjičanin      |
| Corea del Sur        | Koo Bo-Ok Lee Se-Ok                  |
| Croacia              | Davor Lončar Zoran Lončar            |
| Dinamarca            | Karina Christiansen Line Hansen      |
| Egipto               | Yasmina El-Saied Heidy El-Saied      |
| España               | Javier Álvarez Ion Bustamante        |

| País       | Árbitros                             |
| ---------- | ------------------------------------ |
| Francia    | Karim Gasmi Raouf Gasmi              |
| Moldavia   | Alexei Covalciuc Igor Covalciuc      |
| Montenegro | Novica Mitrović Miljan Vešović       |
| Portugal   | Marta Sá Vânia Sá                    |
| Rumania    | Cristina Năstase Simona Stancu       |
| Rusia      | Viktoriya Alpaidze Tatiana Berezkina |
| Serbia     | Marko Sekulić Vladimir Jovandić      |
| Túnez      | Samir Krichen Samir Majluf           |
| Turquía    | Kürşad Erdoğan İbrahim Özdeniz       |

## Grupos
El sorteo de los grupos se llevó a cabo el 13 de agosto de 2021 en la Plaza Mayor de Castellón. Además de España y los Países Bajos, clasificados automáticamente como vigente organizador y vigente campeón, respectivamente, otros treinta equipos consiguieron su plaza mediante las diferentes competiciones organizadas por las confederaciones correspondientes. Tras el sorteo, los ocho grupos quedaron de la siguiente manera:
| Grupo A    | Grupo B | Grupo C    | Grupo D      |
| ---------- | ------- | ---------- | ------------ |
| Francia    | RHF     | Noruega    | Países Bajos |
| Montenegro | Serbia  | Rumania    | Suecia       |
| Angola     | Camerún | Kazajistán | Puerto Rico  |
| Eslovenia  | Polonia | Irán       | Uzbekistán   |

| Grupo E         | Grupo F        | Grupo G  | Grupo H   |
| --------------- | -------------- | -------- | --------- |
| Alemania        | Dinamarca      | Croacia  | España    |
| Hungría         | Corea del Sur  | Japón    | Austria   |
| República Checa | Túnez          | Brasil   | Argentina |
| Eslovaquia      | Rep. del Congo | Paraguay | China     |

## Primera fase
- Todos los partidos en la hora local de España (UTC+1).

Los primeros tres de cada grupo alcanzan la fase principal. Los equipos restantes juegan entre sí por los puestos 25 a 32.

### Grupo A
| Equipo     | J | G | E | P | GF | GC | DG  | PTS |
| ---------- | - | - | - | - | -- | -- | --- | --- |
| Francia    | 3 | 3 | 0 | 0 | 83 | 57 | +26 | 6   |
| Eslovenia  | 3 | 1 | 1 | 1 | 71 | 72 | -1  | 3   |
| Montenegro | 3 | 1 | 0 | 2 | 67 | 72 | -5  | 2   |
| Angola     | 3 | 0 | 1 | 2 | 65 | 85 | -20 | 1   |

- Resultados

| Fecha | Hora  | Partido¹   | Partido¹ | Partido¹   | Resultado |
| ----- | ----- | ---------- | -------- | ---------- | --------- |
| 03.12 | 18:00 | Francia    | -        | Angola     | 30-20     |
| 03.12 | 20:30 | Montenegro | -        | Eslovenia  | 18-28     |
| 05.12 | 18:00 | Eslovenia  | -        | Francia    | 18-29     |
| 05.12 | 20:30 | Montenegro | -        | Angola     | 30-20     |
| 07.12 | 18:00 | Angola     | -        | Eslovenia  | 25-25     |
| 07.12 | 20:30 | Francia    | -        | Montenegro | 24-19     |

- (¹) – Todos en Granollers.

### Grupo B
| Equipo  | J | G | E | P | GF | GC  | DG  | PTS |
| ------- | - | - | - | - | -- | --- | --- | --- |
| RHF     | 3 | 3 | 0 | 0 | 98 | 63  | +35 | 6   |
| Serbia  | 3 | 2 | 0 | 1 | 90 | 71  | +19 | 4   |
| Polonia | 3 | 1 | 0 | 2 | 77 | 70  | +7  | 2   |
| Camerún | 3 | 0 | 0 | 3 | 55 | 116 | -61 | 0   |

- Resultados

| Fecha | Hora  | Partido¹ | Partido¹ | Partido¹ | Resultado |
| ----- | ----- | -------- | -------- | -------- | --------- |
| 03.12 | 18:00 | RHF      | -        | Camerún  | 40-18     |
| 03.12 | 20:30 | Serbia   | -        | Polonia  | 25-21     |
| 05.12 | 18:00 | Polonia  | -        | RHF      | 23-26     |
| 05.12 | 20:30 | Serbia   | -        | Camerún  | 43-18     |
| 07.12 | 18:00 | Camerún  | -        | Polonia  | 19-33     |
| 07.12 | 20:30 | RHF      | -        | Serbia   | 32-22     |

- (¹) – Todos en Liria.

### Grupo C
| Equipo     | J | G | E | P | GF  | GC  | DG  | PTS |
| ---------- | - | - | - | - | --- | --- | --- | --- |
| Noruega    | 3 | 3 | 0 | 0 | 120 | 49  | +71 | 6   |
| Rumania    | 3 | 2 | 0 | 1 | 99  | 61  | +38 | 4   |
| Kazajistán | 3 | 1 | 0 | 2 | 66  | 109 | -43 | 2   |
| Irán       | 3 | 0 | 0 | 3 | 45  | 111 | -66 | 0   |

- Resultados

| Fecha | Hora  | Partido¹   | Partido¹ | Partido¹   | Resultado |
| ----- | ----- | ---------- | -------- | ---------- | --------- |
| 03.12 | 18:00 | Rumania    | -        | Irán       | 39-11     |
| 03.12 | 20:30 | Noruega    | -        | Kazajistán | 46-18     |
| 05.12 | 18:00 | Rumania    | -        | Kazajistán | 38-17     |
| 05.12 | 20:30 | Irán       | -        | Noruega    | 9-41      |
| 07.12 | 18:00 | Kazajistán | -        | Irán       | 31-25     |
| 07.12 | 20:30 | Noruega    | -        | Rumania    | 33-22     |

- (¹) – Todos en Castellón.

### Grupo D
| Equipo       | J | G | E | P | GF  | GC  | DG  | PTS |
| ------------ | - | - | - | - | --- | --- | --- | --- |
| Países Bajos | 3 | 2 | 1 | 0 | 144 | 63  | +81 | 5   |
| Suecia       | 3 | 2 | 1 | 0 | 125 | 56  | +69 | 5   |
| Puerto Rico  | 3 | 1 | 0 | 2 | 55  | 127 | -72 | 2   |
| Uzbekistán   | 3 | 0 | 0 | 3 | 56  | 134 | -78 | 0   |

- Resultados

| Fecha | Hora  | Partido¹     | Partido¹ | Partido¹     | Resultado |
| ----- | ----- | ------------ | -------- | ------------ | --------- |
| 03.12 | 18:00 | Países Bajos | -        | Puerto Rico  | 55-15     |
| 03.12 | 20:30 | Suecia       | -        | Uzbekistán   | 46-15     |
| 05.12 | 15:30 | Suecia       | -        | Puerto Rico  | 48-10     |
| 05.12 | 18:00 | Uzbekistán   | -        | Países Bajos | 17-58     |
| 07.12 | 18:00 | Puerto Rico  | -        | Uzbekistán   | 30-24     |
| 07.12 | 20:30 | Países Bajos | -        | Suecia       | 31-31     |

- (¹) – Todos en Torrevieja.

### Grupo E
| Equipo          | J | G | E | P | GF | GC | DG  | PTS |
| --------------- | - | - | - | - | -- | -- | --- | --- |
| Alemania        | 3 | 3 | 0 | 0 | 92 | 67 | +25 | 6   |
| Hungría         | 3 | 2 | 0 | 1 | 91 | 83 | +8  | 4   |
| República Checa | 3 | 1 | 0 | 2 | 74 | 86 | -12 | 2   |
| Eslovaquia      | 3 | 0 | 0 | 3 | 74 | 95 | -21 | 0   |

- Resultados

| Fecha | Hora  | Partido¹        | Partido¹ | Partido¹        | Resultado |
| ----- | ----- | --------------- | -------- | --------------- | --------- |
| 02.12 | 18:00 | Alemania        | -        | República Checa | 31-21     |
| 02.12 | 20:30 | Hungría         | -        | Eslovaquia      | 35-29     |
| 04.12 | 18:00 | Eslovaquia      | -        | Alemania        | 22-36     |
| 04.12 | 20:30 | Hungría         | -        | República Checa | 32-29     |
| 06.12 | 18:00 | República Checa | -        | Eslovaquia      | 24-23     |
| 06.12 | 20:30 | Alemania        | -        | Hungría         | 25-24     |

- (¹) – Todos en Liria.

### Grupo F
| Equipo        | J | G | E | P | GF  | GC | DG  | PTS |
| ------------- | - | - | - | - | --- | -- | --- | --- |
| Dinamarca     | 3 | 3 | 0 | 0 | 103 | 57 | +46 | 6   |
| Corea del Sur | 3 | 2 | 0 | 1 | 91  | 87 | +4  | 4   |
| Rep. Congo    | 3 | 1 | 0 | 2 | 74  | 94 | -20 | 2   |
| Túnez         | 3 | 0 | 0 | 3 | 69  | 99 | -30 | 0   |

- Resultados

| Fecha | Hora  | Partido¹      | Partido¹ | Partido¹      | Resultado |
| ----- | ----- | ------------- | -------- | ------------- | --------- |
| 02.12 | 18:00 | Corea del Sur | -        | Rep. Congo    | 37-23     |
| 02.12 | 20:30 | Dinamarca     | -        | Túnez         | 35-16     |
| 04.12 | 18:00 | Corea del Sur | -        | Túnez         | 31-29     |
| 04.12 | 20:30 | Rep. Congo    | -        | Dinamarca     | 18-33     |
| 06.12 | 18:00 | Túnez         | -        | Rep. Congo    | 24-33     |
| 06.12 | 20:30 | Dinamarca     | -        | Corea del Sur | 35-23     |

- (¹) – Todos en Granollers.

### Grupo G
| Equipo   | J | G | E | P | GF | GC  | DG  | PTS |
| -------- | - | - | - | - | -- | --- | --- | --- |
| Brasil   | 3 | 3 | 0 | 0 | 92 | 69  | +23 | 6   |
| Japón    | 3 | 2 | 0 | 1 | 93 | 72  | +21 | 4   |
| Croacia  | 3 | 1 | 0 | 2 | 89 | 74  | +15 | 2   |
| Paraguay | 3 | 0 | 0 | 3 | 52 | 111 | -59 | 0   |

- Resultados

| Fecha | Hora  | Partido¹ | Partido¹ | Partido¹ | Resultado |
| ----- | ----- | -------- | -------- | -------- | --------- |
| 02.12 | 18:00 | Croacia  | -        | Brasil   | 25-30     |
| 02.12 | 20:30 | Japón    | -        | Paraguay | 40-17     |
| 04.12 | 18:00 | Paraguay | -        | Croacia  | 16-38     |
| 04.12 | 20:30 | Japón    | -        | Brasil   | 25-29     |
| 06.12 | 18:00 | Brasil   | -        | Paraguay | 33-19     |
| 06.12 | 20:30 | Croacia  | -        | Japón    | 26-28     |

- (¹) – Todos en Castellón.

### Grupo H
| Equipo    | J | G | E | P | GF | GC  | DG  | PTS |
| --------- | - | - | - | - | -- | --- | --- | --- |
| España    | 3 | 3 | 0 | 0 | 93 | 50  | +43 | 6   |
| Argentina | 3 | 2 | 0 | 1 | 80 | 82  | -2  | 4   |
| Austria   | 3 | 1 | 0 | 2 | 86 | 89  | -3  | 2   |
| China     | 3 | 0 | 0 | 3 | 69 | 107 | -38 | 0   |

- Resultados

| Fecha | Hora  | Partido¹  | Partido¹ | Partido¹  | Resultado |
| ----- | ----- | --------- | -------- | --------- | --------- |
| 01.12 | 20:30 | España    | -        | Argentina | 29-13     |
| 02.12 | 18:00 | Austria   | -        | China     | 38-27     |
| 04.12 | 18:00 | Austria   | -        | Argentina | 29-31     |
| 04.12 | 20:30 | China     | -        | España    | 18-33     |
| 06.12 | 18:00 | Argentina | -        | China     | 36-24     |
| 06.12 | 20:30 | España    | -        | Austria   | 31-19     |

- (¹) – Todos en Torrevieja.

## Segunda fase
- Todos los partidos en la hora local de España (UTC+1).

Los primeros dos de cada grupo disputan los cuartos de final.

### Grupo I
| Equipo     | J | G | E | P | GF  | GC  | DG  | PTS |
| ---------- | - | - | - | - | --- | --- | --- | --- |
| Francia    | 5 | 5 | 0 | 0 | 134 | 100 | +34 | 10  |
| RHF        | 5 | 3 | 1 | 1 | 143 | 129 | +14 | 7   |
| Serbia     | 5 | 3 | 0 | 2 | 124 | 125 | -1  | 6   |
| Polonia    | 5 | 2 | 0 | 3 | 120 | 131 | -11 | 4   |
| Eslovenia  | 5 | 1 | 1 | 3 | 123 | 131 | -8  | 3   |
| Montenegro | 5 | 0 | 0 | 5 | 115 | 143 | -28 | 0   |

- Resultados

| Fecha | Hora  | Partido¹   | Partido¹ | Partido¹   | Resultado |
| ----- | ----- | ---------- | -------- | ---------- | --------- |
| 09.12 | 15:30 | RHF        | -        | Eslovenia  | 26-26     |
| 09.12 | 18:00 | Montenegro | -        | Serbia     | 25-27     |
| 09.12 | 20:30 | Francia    | -        | Polonia    | 26-16     |
| 11.12 | 15:30 | Montenegro | -        | RHF        | 25-31     |
| 11.12 | 18:00 | Serbia     | -        | Francia    | 19-22     |
| 11.12 | 20:30 | Eslovenia  | -        | Polonia    | 26-27     |
| 13.12 | 15:30 | Polonia    | -        | Montenegro | 33-28     |
| 13.12 | 18:00 | Serbia     | -        | Eslovenia  | 31-25     |
| 13.12 | 20:30 | RHF        | -        | Francia    | 28-33     |

- (¹) – Todos en Granollers.

### Grupo II
| Equipo       | J | G | E | P | GF  | GC  | DG   | PTS |
| ------------ | - | - | - | - | --- | --- | ---- | --- |
| Noruega      | 5 | 4 | 1 | 0 | 189 | 111 | +78  | 9   |
| Suecia       | 5 | 3 | 2 | 0 | 198 | 171 | +77  | 8   |
| Países Bajos | 5 | 3 | 1 | 1 | 212 | 128 | +84  | 7   |
| Rumania      | 5 | 2 | 0 | 3 | 163 | 135 | +28  | 4   |
| Puerto Rico  | 5 | 1 | 0 | 4 | 82  | 216 | -134 | 2   |
| Kazajistán   | 5 | 0 | 0 | 5 | 97  | 230 | -133 | 0   |

- Resultados

| Fecha | Hora  | Partido¹     | Partido¹ | Partido¹     | Resultado |
| ----- | ----- | ------------ | -------- | ------------ | --------- |
| 09.12 | 15:30 | Países Bajos | -        | Rumania      | 31-30     |
| 09.12 | 18:00 | Noruega      | -        | Puerto Rico  | 43-7      |
| 09.12 | 20:30 | Kazajistán   | -        | Suecia       | 20-55     |
| 11.12 | 15:30 | Rumania      | -        | Puerto Rico  | 43-20     |
| 11.12 | 18:00 | Kazajistán   | -        | Países Bajos | 15-61     |
| 11.12 | 20:30 | Suecia       | -        | Noruega      | 30-30     |
| 13.12 | 15:30 | Puerto Rico  | -        | Kazajistán   | 30-27     |
| 13.12 | 18:00 | Suecia       | -        | Rumania      | 34-30     |
| 13.12 | 20:30 | Países Bajos | -        | Noruega      | 34-37     |

- (¹) – Todos en Castellón.

### Grupo III
| Equipo          | J | G | E | P | GF  | GC  | DG  | PTS |
| --------------- | - | - | - | - | --- | --- | --- | --- |
| Dinamarca       | 5 | 5 | 0 | 0 | 159 | 90  | +69 | 10  |
| Alemania        | 5 | 4 | 0 | 1 | 138 | 123 | +15 | 8   |
| Hungría         | 5 | 3 | 0 | 2 | 140 | 134 | +6  | 6   |
| Corea del Sur   | 5 | 2 | 0 | 3 | 148 | 156 | -8  | 4   |
| República Checa | 5 | 1 | 0 | 4 | 114 | 145 | -31 | 2   |
| Rep. Congo      | 5 | 0 | 0 | 5 | 102 | 153 | -51 | 0   |

- Resultados

| Fecha | Hora  | Partido¹        | Partido¹ | Partido¹        | Resultado |
| ----- | ----- | --------------- | -------- | --------------- | --------- |
| 08.12 | 15:30 | República Checa | -        | Corea del Sur   | 26-32     |
| 08.12 | 18:00 | Alemania        | -        | Rep. Congo      | 29-18     |
| 08.12 | 20:30 | Dinamarca       | -        | Hungría         | 30-19     |
| 10.12 | 15:30 | Corea del Sur   | -        | Alemania        | 28-37     |
| 10.12 | 18:00 | Hungría         | -        | Rep. Congo      | 30-22     |
| 10.12 | 20:30 | República Checa | -        | Dinamarca       | 14-29     |
| 12.12 | 15:30 | Rep. Congo      | -        | República Checa | 21-24     |
| 12.12 | 18:00 | Corea del Sur   | -        | Hungría         | 28-35     |
| 12.12 | 20:30 | Dinamarca       | -        | Alemania        | 32-16     |

- (¹) – Todos en Granollers.

### Grupo IV
| Equipo    | J | G | E | P | GF  | GC  | DG  | PTS |
| --------- | - | - | - | - | --- | --- | --- | --- |
| España    | 5 | 5 | 0 | 0 | 142 | 105 | +37 | 10  |
| Brasil    | 5 | 4 | 0 | 1 | 145 | 127 | +18 | 8   |
| Japón     | 5 | 3 | 0 | 2 | 142 | 140 | +2  | 6   |
| Austria   | 5 | 1 | 0 | 4 | 136 | 155 | -19 | 2   |
| Croacia   | 5 | 1 | 0 | 4 | 125 | 134 | -9  | 2   |
| Argentina | 5 | 1 | 0 | 4 | 112 | 141 | -29 | 2   |

- Resultados

| Fecha | Hora  | Partido¹  | Partido¹ | Partido¹  | Resultado |
| ----- | ----- | --------- | -------- | --------- | --------- |
| 08.12 | 15:30 | Croacia   | -        | Argentina | 28-22     |
| 08.12 | 18:00 | Brasil    | -        | Austria   | 38-31     |
| 08.12 | 20:30 | España    | -        | Japón     | 28-26     |
| 10.12 | 15:30 | Argentina | -        | Brasil    | 19-24     |
| 10.12 | 18:00 | Japón     | -        | Austria   | 32-30     |
| 10.12 | 20:30 | Croacia   | -        | España    | 23-27     |
| 12.12 | 15:30 | Argentina | -        | Japón     | 27-31     |
| 12.12 | 18:00 | Austria   | -        | Croacia   | 27-23     |
| 12.12 | 20:30 | España    | -        | Brasil    | 27-24     |

- (¹) – Todos en Torrevieja.

## Fase final
- Todos los partidos en la hora local de España (UTC+1).

|  | Cuartos de final     | Cuartos de final     |           |         | Semifinales     | Semifinales     |           |              | Final           | Final           |  |
|  | 14 y 15 de diciembre | 14 y 15 de diciembre |           |         | 17 de diciembre | 17 de diciembre |           |              | 19 de diciembre | 19 de diciembre |  |
|  |                      |                      |           |         |                 |                 |           |              |                 |                 |  |
|  |                      |                      |           |         |                 |                 |           |              |                 |                 |  |
|  | Francia              | 31                   |           |         |                 |                 |           |              |                 |                 |  |
|  | Francia              | 31                   |           |         |                 |                 |           |              |                 |                 |  |
|  | Suecia               | 26                   |           |         |                 |                 |           |              |                 |                 |  |
|  | Suecia               | 26                   |           | Francia | 23              |                 |           |              |                 |                 |  |
|  |                      |                      |           | Francia | 23              |                 |           |              |                 |                 |  |
|  |                      |                      | Dinamarca | 22      |                 |                 |           |              |                 |                 |  |
|  | Dinamarca            | 30                   | Dinamarca | 22      |                 |                 |           |              |                 |                 |  |
|  | Dinamarca            | 30                   |           |         |                 |                 |           |              |                 |                 |  |
|  | Brasil               | 25                   |           |         |                 |                 |           |              |                 |                 |  |
|  | Brasil               | 25                   |           |         |                 |                 |           | Francia      | 22              |                 |  |
|  |                      |                      |           |         |                 |                 |           | Francia      | 22              |                 |  |
|  |                      |                      | Noruega   | 29      |                 |                 |           |              |                 |                 |  |
|  | Noruega              | 34                   | Noruega   | 29      |                 |                 |           |              |                 |                 |  |
|  | Noruega              | 34                   |           |         |                 |                 |           |              |                 |                 |  |
|  | RHF                  | 28                   |           |         |                 |                 |           |              |                 |                 |  |
|  | RHF                  | 28                   |           | Noruega | 27              |                 |           | Tercer lugar | Tercer lugar    |                 |  |
|  |                      |                      |           | Noruega | 27              |                 |           | Tercer lugar | Tercer lugar    |                 |  |
|  |                      |                      | España    | 21      |                 |                 |           |              |                 |                 |  |
|  | España               | 26                   | España    | 21      |                 |                 | Dinamarca | 35           |                 |                 |  |
|  | España               | 26                   |           |         |                 |                 | Dinamarca | 35           |                 |                 |  |
|  | Alemania             | 21                   |           |         |                 |                 |           |              | España          | 28              |  |
|  | Alemania             | 21                   |           |         |                 |                 |           |              | España          | 28              |  |
|  |                      |                      |           |         |                 |                 |           |              |                 |                 |  |

### Cuartos de final
| Fecha | Hora  | Partido¹  | Partido¹ | Partido¹ | Resultado |
| ----- | ----- | --------- | -------- | -------- | --------- |
| 14.12 | 17:30 | Dinamarca | -        | Brasil   | 30-25     |
| 14.12 | 20:30 | España    | -        | Alemania | 26-21     |
| 15.12 | 17:30 | Noruega   | -        | RHF      | 34-28     |
| 15.12 | 20:30 | Francia   | -        | Suecia   | 31-26     |

- (¹) – Todos en Granollers.

### Semifinales
| Fecha | Hora  | Partido¹ | Partido¹ | Partido¹  | Resultado |
| ----- | ----- | -------- | -------- | --------- | --------- |
| 17.12 | 17:30 | Francia  | -        | Dinamarca | 23-22     |
| 17.12 | 20:30 | Noruega  | -        | España    | 27-21     |

- (¹) – En Granollers.

### Tercer lugar
| Fecha | Hora  | Partido¹  | Partido¹ | Partido¹ | Resultado |
| ----- | ----- | --------- | -------- | -------- | --------- |
| 19.12 | 14:30 | Dinamarca | -        | España   | 35-28     |

### Final
| Fecha | Hora  | Partido¹ | Partido¹ | Partido¹ | Resultado |
| ----- | ----- | -------- | -------- | -------- | --------- |
| 19.12 | 17:30 | Francia  | -        | Noruega  | 22-29     |

- (¹) – En Granollers.

## Copa Presidente
La denominada Copa Presidente es el torneo que disputaron los ocho equipos que quedaron en el último lugar de cada grupo tras finalizar la Primera fase. Compitieron por ocupar las posiciones 25 a 32 en la clasificación general.

## Medallero
| Noruega | Francia | Dinamarca |
| Maren Aardahl Malin Aune Kari Brattset Dale Stine Bredal Oftedal Kristine Breistøl Rikke Granlund Emilie Hegh Arntzen Camilla Herrem Moa Högdahl Emilie Hovden Vilde Ingstad Marit Jacobsen Veronica Kristiansen Katrine Lunde Nora Mørk Henny Reistad Silje Solberg Sanna Solberg-Isaksen | Orlane Ahanda Cléopatre Darleux Béatrice Edwige Laura Flippes Pauletta Foppa Catherine Gabriel Laura Glauser Lucie Granier Tamara Horacek Orlane Kanor Coralie Lassource Kalidiatou Niakaté Méline Nocandy Estelle Nze Minko Oriane Ondono Allison Pineau Océane Sercien-Ugolin Alicia Toublanc Chloé Valentini Grâce Zaadi | Mia Rej Bidstrup Simone Böhme Louise Burgaard Emma Friis Anne Mette Hansen Line Haugsted Kathrine Heindahl Mie Højlund Rikke Iversen Trine Jensen Kristina Jørgensen Anna Kristensen Michala Møller Lærke Nolsøe Pedersen Simone Petersen Althea Reinhardt Sandra Toft Mette Tranborg |
| Þórir Hergeirsson (seleccionador) | Olivier Krumbholz (seleccionador) | Jesper Jensen (seleccionador) |

1. 1 2  Jugadora remplazada.

## Estadísticas

### Clasificación general
| 1. Noruega          |
| 2. Francia          |
| 3. Dinamarca        |
| 4. España           |
| 5. Suecia           |
| 6. Brasil           |
| 7. Alemania         |
| 8. RHF              |
| 9. Países Bajos     |
| 10. Hungría         |
| 11. Japón           |
| 12. Serbia          |
| 13. Rumania         |
| 14. Corea del Sur   |
| 15. Polonia         |
| 16. Austria         |
| 17. Eslovenia       |
| 18. Croacia         |
| 19. República Checa |
| 20. Puerto Rico     |
| 21. Argentina       |
| 22. Montenegro      |
| 23. Rep. Congo      |
| 24. Kazajistán      |
| 25. Angola          |
| 26. Eslovaquia      |
| 27. Túnez           |
| 28. Camerún         |
| 29. Paraguay        |
| 30. Uzbekistán      |
| 31. Irán            |
| 32. China           |

### Máximas goleadoras
| Núm. | Nombre             | Selección    | Goles | Tiros | %    | Partidos jugados |
| ---- | ------------------ | ------------ | ----- | ----- | ---- | ---------------- |
| 1    | Nathalie Hagman    | Suecia       | 71    | 91    | 78 % | 7                |
| 2    | Alexandrina Cabral | España       | 44    | 81    | 54 % | 9                |
| 3    | Nora Mørk          | Noruega      | 43    | 62    | 69 % | 9                |
| 3    | Elke Karsten       | Argentina    | 43    | 73    | 59 % | 6                |
| 3    | Patricia Kovács    | Austria      | 43    | 74    | 58 % | 6                |
| 3    | Irina Alexandrova  | Kazajistán   | 43    | 87    | 49 % | 6                |
| 7    | Jovanka Radičević  | Montenegro   | 41    | 56    | 73 % | 6                |
| 7    | Cyrielle Ebanga    | Camerún      | 41    | 79    | 52 % | 7                |
| 9    | Bo van Wetering    | Países Bajos | 40    | 50    | 80 % | 6                |
| 10   | Albertina Kassoma  | Angola       | 38    | 42    | 90 % | 7                |
| 10   | Kari Brattset Dale | Noruega      | 38    | 46    | 83 % | 9                |
| 10   | Henny Reistad      | Noruega      | 38    | 60    | 63 % | 9                |

Fuente: 

### Mejores porteras
| Núm. | Nombre               | Equipo       | Paradas | Tiros | %    | Partidos jugados |
| ---- | -------------------- | ------------ | ------- | ----- | ---- | ---------------- |
| 1    | Althea Reinhardt     | Dinamarca    | 71      | 141   | 50 % | 9                |
| 2    | Yara ten Holte       | Países Bajos | 24      | 54    | 44 % | 6                |
| 3    | Sandra Toft          | Países Bajos | 80      | 188   | 43 % | 9                |
| 4    | Kristina Graovac     | Serbia       | 26      | 65    | 40 % | 6                |
| 4    | Tess Wester          | Países Bajos | 72      | 181   | 40 % | 6                |
| 6    | Marta Alberto        | Angola       | 43      | 115   | 37 % | 7                |
| 7    | Johanna Bundsen      | Suecia       | 20      | 56    | 36 % | 6                |
| 7    | Mercedes Castellanos | España       | 50      | 137   | 36 % | 9                |
| 7    | Silvia Navarro       | España       | 64      | 179   | 36 % | 9                |
| 7    | Viktória Oguntoyová  | Eslovaquia   | 38      | 107   | 36 % | 6                |
| 7    | Silje Solberg        | Noruega      | 45      | 124   | 36 % | 8                |

Fuente: 

### Equipo ideal
- Mejor jugadora del campeonato —MVP—: Kari Brattset Dale ( Noruega).

| Posición          | Nombre            | País      |
| ----------------- | ----------------- | --------- |
| Portero           | Sandra Toft       | Dinamarca |
| Extremo derecho   | Carmen Martín     | España    |
| Extremo izquierdo | Coralie Lassource | Francia   |
| Pivote            | Pauletta Foppa    | Francia   |
| Central           | Grâce Zaadi       | Francia   |
| Lateral derecho   | Nora Mørk         | Noruega   |
| Lateral izquierdo | Henny Reistad     | Noruega   |

Fuente: 